# Milíč-Haus

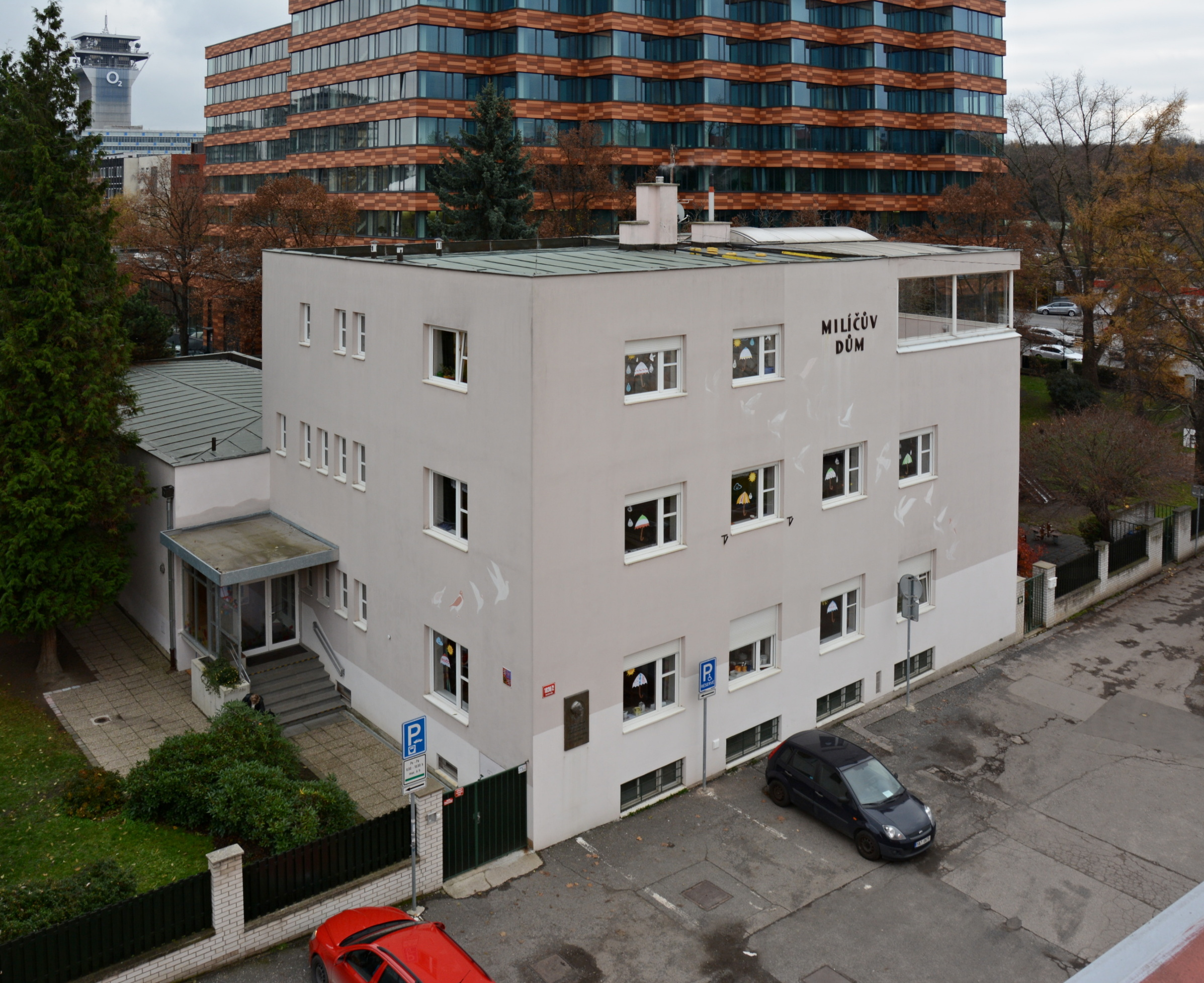
Milíč-Haus

Das Milíč-Haus, eine einzigartige Kindertagesstätte, wurde am 24. Dezember 1933 im Prager Stadtteil Žižkov eröffnet. Der Bau wurde vom Prediger, Sozialarbeiter und Humanist Přemysl Pitter organisiert.

## Geschichte
Nach dem Ersten Weltkrieg arbeitete Přemysl Pitter als Bevollmächtigter für Kinderfürsorge im Prager Stadtteil Žižkov, wo er die ärmlichen Lebensbedingungen der einheimischen Familien kennenlernte. Pitter und mehrere Enthusiasten richteten ihre Tätigkeit auf die präventive Arbeit mit Kindern. Für diese Kinder organisierte er mit seinen Freunden verschiedenste Kinderzirkel und es war ihm wichtig, den Bau einer eigenen Kindertagesstätte sicherzustellen.
Pitter gründete die Bau- und Wohnungsgenossenschaft Milíč-Haus und begann finanzielle Beiträge zum Bau zu sammeln. Für das Bauprojekt des Milíč-Hauses wurde ein Wettbewerb ausgeschrieben. Den Wettbewerb gewann der funktionalistische Bauentwurf des Prager Architekten Erwin Katona, die Errichtung erfolgte aus finanziellen Gründen in zwei Schritten (1933, 1936).
Das Milíč-Haus war für die Arbeit mit Kindern ausgestattet. Den Kindern standen Werkstätten, Klubräume, ein Leseraum, ein Turnsaal, ein Musiksaal und ein Garten zur Verfügung. Die Aufgabe des Milíč-Hauses war die Erziehung und sinnvolle Freizeitgestaltung von Kindern zwischen 5 und 14 Jahren, sie konnten an verschiedenen Aktivitäten teilnehmen (Gesang, Rhythmik, Tisch- und Bewegungsspielen, Theaterspielen, Deutsch- und Kochkurse, Ballspiele oder Gartenarbeiten) und ihre Hausaufgabe machen und sich auf den Unterricht vorzubereiten. Über die erzieherische Tätigkeit wurden die Eltern bei den Elternversammlungen informiert. Außer der erzieherischen Fürsorge wurde auch physisch für die Kinder gesorgt (ärztliche Untersuchungen, Hygiene, Pausenbrot). Die Erzieher (Ferdinand Krch, Olga Fierz, das Ehepaar Rott, Margit Beck…) arbeiteten mit den Kindern unentgeltlich auf freiwilliger Basis.
Im Jahre 1938 gelang es aus freiwilligen Beiträgen das ganzjährig nutzbare Erholungsheim in Mýto bei Rokycany errichten. Die Kinder des Milíč-Hauses blieben längere Zeit dort und besuchten eine örtliche Schule. In den Sommerferien wurde hier Ferienlager für Kinder organisiert.
Die Tätigkeit des Milíč-Hauses gründete auf freiwilliger Zusammenarbeit und Solidarität. Im 1934 wurden hier Kinder deutscher Emigranten einquartiert, die aus Nazi-Deutschland hatten fliehen müssen. Zur Zeit der deutschen Okkupation wurden verfolgte jüdische Familien heimlich unterstützt.
Nach dem Februarumsturz 1948 wurde Betrieb des Milíč-Hauses als Kindertagesstätte vom kommunistischen Regime zunächst eingeschränkt und später dann gewaltsam beendet. Das Gebäude wurde ab 1953 als Kinderwochenheim genutzt. Seit 1976 beherbergt es einen Kindergarten.